# Вімблдонський турнір 1987
Вімблдонський турнір 1987 проходив з 22 червня по 5 липня 1987 року на кортах Всеанглійського клубу лаун-тенісу і крокету в передмісті Лондона Вімблдоні. Це був 101-ий Вімблдонський чемпіонат, а також третій турнір Великого шолома з початку року. Турнір входив до програм ATP та WTA турів.

## Огляд подій та досягнень
Вімблдонський чемпіон двох минулих років Борис Бекер програв у другому колі, а новим чемпіоном став австралієць Пет Кеш. Це була його єдина перемога в турнірах Великого шолома. 
Мартіна Навратілова виграла Вімблдон ушосте поспіль, здобувши свою восьму перемогу в турнірі та 45-ий титул Великого шолома (рахуючи всі види змагань).

## Результати фінальних матчів

### Дорослі
| Одиночний розряд. Джентльмени    |                                 |                                   |
| Пет Кеш                          | Іван Лендл                      | 7–6(7–5), 6–2, 7–5                |
|                                  |                                 |                                   |
| Одиночний розряд. Леді           |                                 |                                   |
| Мартіна Навратілова              | Штеффі Граф                     | 7–5, 6–3                          |
|                                  |                                 |                                   |
| Парний розряд. Джентльмени       |                                 |                                   |
| Кен Флек Роберт Сегусо           | Серхіо Касаль Еміліо Санчес     | 3–6, 6–7(6–8), 7–6(7–3), 6–1, 6–4 |
|                                  |                                 |                                   |
| Парний розряд. Леді              |                                 |                                   |
| Клаудія Коде-Кільш Гелена Сукова | Бетсі Нагельсен Елізабет Смайлі | 7–5, 7–5                          |
|                                  |                                 |                                   |
| Мікст                            |                                 |                                   |
| Джо Дьюрі Джеремі Бейтс          | Дерен Кейгілл Ніколь Провіс     | 7–6(12–10), 6–3                   |
|                                  |                                 |                                   |

### Юніори
| Одиночний розряд. Хлопці          |                             |               |
| Дієго Наргісо                     | Джейсон Столтенберг         | 7–6(8–6), 6–4 |
|                                   |                             |               |
| Одиночний розряд. Дівчата         |                             |               |
| Наташа Звєрєва                    | Жулі Алар                   | 6–4, 6–4      |
|                                   |                             |               |
| Парний розряд. Хлопці             |                             |               |
| Джейсон Столтенберг Тодд Вудбрідж | Дієго Наргісо Еугеніо Россі | 6–3, 7–6(7–2) |
|                                   |                             |               |
| Парний розряд. Дівчата            |                             |               |
| Наталія Медвєдєва Наташа Звєрєва  | Кім Ір Сун Паулетт Морено   | 6–2, 5–7, 6–0 |
|                                   |                             |               |